# Beyond Westworld
Beyond Westworld est une série télévisée américaine de science-fiction en cinq épisodes de 50 minutes dont seulement trois épisodes ont été diffusés entre le 5 et le 19 mars 1980 sur le réseau CBS. Elle fait suite au film Westworld (1973) dont elle prolonge l'intrigue, en ignorant celle de la suite Futureworld (1976).
Cette série est inédite dans tous les pays francophones.

## Synopsis
Simon Quaid, le scientifique qui est à l'origine des robots du parc Delos, a mis en marche une armée de robots à ses ordres pour conquérir le monde. Le chef de la sécurité de Delos, Joseph Oppenheimer envoie sur le terrain ses deux agents, John Moore et Pamela Williams afin de contrecarrer ses plans.

## Fiche technique
- Titre original : Beyond Westworld
- Création : Lou Shaw, d'après le film Mondwest de Michael Crichton
- Réalisation : (Ted Post 1er épisode), (Rod Holcomb 2e épisode), (Paul Stanley 3e épisode), (Jack Starrett 4e épisode), (Don Weis 5e épisode)
- Producteurs : Fred Freiberger et John Meredyth Lucas
- Producteur exécutif : Lou Shaw
- Supervision de l'écriture : Victoria Gail Weisbart et Aubrey Solomon
- Musique : George Romanis
- Directeur de la photographie : Joe Jackman
- Montage : Dick Lane, Sidney Katz et Bill Moore
- Distribution : Edward Blum et Joe Scully
- Création des décors : Michael Baugh
- Effets spéciaux de maquillage : Robert Sidell et John Chambers
- Création des costumes : Robert Cornwall et Ruth Hancock
- Compagnie de production : MGM Television
- Compagnie de distribution : Columbia Broadcasting System
- Pays :  États-Unis
- Langue : anglais
- Durée : 50 minutes
- Image : Couleurs
- Ratio : 1.33:1 Plein écran
- Format : 35 mm

## Distribution
- Jim McMullan : John Moore
- James Wainwright (en) : Simon Quaid
- Connie Sellecca : Pamela Williams
- William Jordan : Joseph Oppenheimer
- Severn Darden : Foley
- Nancy Harewood : Roberta
- Judith Chapman : Laura Garvey (1er épisode)

## Épisodes
1. Westworld Destroyed
2. My Brother's Keeper
3. Sound of Terror
4. The Lion
5. Takeover

## Commentaire
L'acteur Yul Brynner qui avait tourné dans Mondwest, et accepté que des séquences soient réemployées dans Les Rescapés du futur, ne souhaita pas participer à cette série. 